# خزان صرف صحي

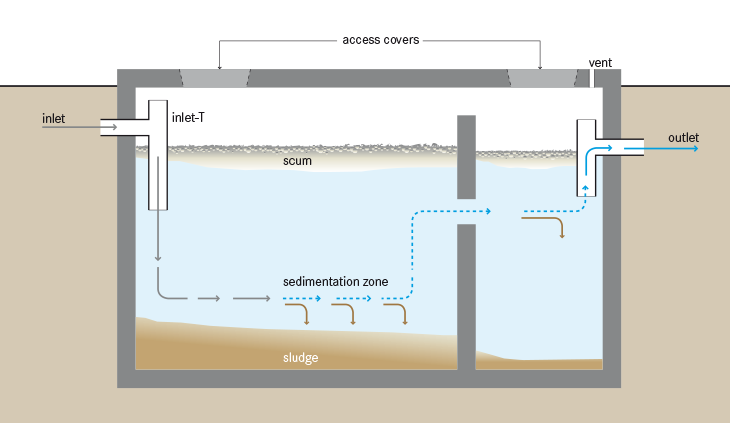
رسم تخطيطي لخزان صرف صحي.

خزان صرف صحي (بالإنجليزية: septic tank)‏ هي أحد أهم مكونات وحدة الصرف الصحي المكتفية ذاتياً في المنازل التي لا ترتبط بشبكة مجاري الصرف الصحي الرئيسية التي غالياً ما تكون حكومية.
تحتاج مباني الوحدات السكنية والخدمية للتخلص من الفضلات البشرية من بقايا الطعام الناتج من غسل الأواني بالمطابخ، ومخرجات دورات المياه بطريقة لا تضر بالبيئة ولذلك يتم استعمال المياه كوسط ناقل لهذه الفضلات عبر مجاري الصرف الصحي لتبقى لبعض الوقت بوحدات المعالجة وأولها هي وحدة التخلص من المواد العضوية بواسطة البكتريا . توجد عدة طرق لهذة الخطوة ولكن أشهرها هو إستهلاك المواد العضوية بواسطة البكتريا بمعزل عن الهواء، ولذلك يتم حجز المياه لمدة 24 ساعة على الأقل داخل حوض لكي تنشط البكتريا الموجودة بالمخلفات وتستهلك حوالي 70% من الموادالعضوية بها . يصاحب هذه العملية تغيرات (تخمير).

## وصلات خارجية
- Septic Systems - U.S. Environmental Protection Agency